# متز (ویسکانسین)
متز (به انگلیسی: Metz) یک منطقهٔ مسکونی در ایالات متحده آمریکا است که در ویسکانسین واقع شده‌است. متز ۲۳۷٫۱۴ متر بالاتر از سطح دریا واقع شده‌است.